# Yvonne Pickering Carter
Yvonne Pickering Carter (Washington D. C., 6 de febrero de 1939) es una pintora, artista de performance y educadora estadounidense. Ha trabajado diferentes técnicas entre las que cabe mencionar la acuarela y el collage.

## Biografía
Nacida el 6 de febrero de 1939 en Washington D. C., Carter vivió durante un tiempo con su familia en Charleston, Carolina del Sur. Su padre era dentista, aunque también construía casas y muebles, una habilidad que le enseñó a Carter cuando era niña. Carter se licenció e hizo una Maestría en Bellas Artes en la Universidad de Howard, donde estudió con Lila Asher.
Tuvo una hija en torno a de 1968.
En 1976, Carter y su esposo compraron un edificio vacío que había sido la funeraria Murray & Son en las calles 10 y O NW en Washington D. C. El edificio había estado vacío, había sido saqueado y en proceso de descomposición durante cinco años. Usando sus conocimientos de construcción aprendidos de su padre, Carter supervisó la rehabilitación del edificio en una gran sala de estar y estudio. El trabajo duró seis meses y según Carter se gastaron alrededor de $55.000.
Carter trabajó como pintora abstracta durante muchos años, aunque también trabajaba la acuarela, el collage y las artes escénicas. En su momento, Carter trabajaba con lienzos muy grandes y presentó una obra en la Biblioteca Conmemorativa de Martin Luther King Jr. Su necesidad de lonas grandes la llevó a comprar suministros de un proveedor de veleros en Baltimore. Su giro hacia la performance se produjo después de un tiempo de experimentación con sus lienzos, colocándolos en la pared, cosiéndolos y acolchándolos, o cortándolos en tiras. Carter explicaba que literalmente tomó un lienzo de la pared y se envolvió en él. Su primera performance tuvo lugar en 1981, y nunca antes había presenciado una obra de arte de performance. Sus performances llegaron a incorporar poesía, sonido y movimiento. En una de ellas, el 8 de enero de 1984 en el Museo de Arte de Baltimore, Carter utilizó música compuesta para el evento por Lawrence Moss, entonces director de composición en la Universidad de Maryland.
Su trabajo se ha exhibido en exposiciones colectivas en los Estados Unidos, incluida una exposición sobre "Celebrar el arte afroamericano: ayer y hoy", que se expuso en la galería Art at 100 Pearl Street en Hartford, Connecticut, en 1989. Entre las instituciones que presentaron sus performances cabe destacar al Museo Nacional de Mujeres en las Artes, la Galería de Arte Walters y la Universidad de Maryland, Baltimore, entre otras. Su trabajo se encuentra en las colecciones del Museo de Arte Gibbes, el Museo de Arte de Carolina del Norte, la Universidad del Distrito de Columbia, y la Academia de Bellas Artes de Pensilvania. Carter estuvo de profesora en la Universidad del Distrito de Columbia durante muchos años, siendo Catedrática de Medios de Comunicación, Artes Visuales y Escénicas, antes de retirarse a Charleston, Carolina del Sur, donde abrió la Galería Cornelia para exponer arte afroamericano.

## Obras notables
- Linear Variation series:  Untitled, Museo de Arte de Carolina del Norte, Raleigh, Carolina del Norte
- Diminutive Folded Linear Series, 1978, Museo de arte Gibbes, Charleston, Carolina del Sur
- LSDF #50, 1979, Museo de Arte de Carolina del Norte, Raleigh, Carolina del Norte
- Water Series #30, 1985, Academia de Bellas Artes de Pensilvania, Filadelfia, Pensilvania